# Paratemnopteryx centralensis
Paratemnopteryx centralensis är en kackerlacksart som först beskrevs av Roth, L. M. 1984.  Paratemnopteryx centralensis ingår i släktet Paratemnopteryx och familjen småkackerlackor. Inga underarter finns listade i Catalogue of Life.